# Ying tai qi xue
Ying tai qi xue é um filme de drama honconguês de 1976, dirigido por Li Han-hsiang. 
Rebatizado em inglês como The Last Tempest, foi selecionado como representante de Hong Kong à edição do Oscar 1977, organizada pela Academia de Artes e Ciências Cinematográficas.

## Elenco
- Ti Lung - Guangxu
- Lisa Lu - Tseu-Hi
- Ivy Ling Po - Imperatriz Longyu
- Hsiao Yu - consorte Zhen
- David Chiang